# Canton de Saint-Jean-de-Luz
Le canton de Saint-Jean-de-Luz est une circonscription électorale française située dans le département des Pyrénées-Atlantiques et la région Nouvelle-Aquitaine.

## Histoire
En 1790, le canton de Saint-Jean-de-Luz comprenait les communes de Bidart, Ciboure, Guéthary et Saint-Jean-de-Luz et dépendait du district d'Ustaritz.
À la suite du redécoupage cantonal de 2014, le nombre de communes du canton reste inchangé mais la commune de Ciboure, issue du canton d'Hendaye, a pris la place d'Ascain, désormais intégrée dans le canton d'Ustaritz-Vallées de Nive et Nivelle.

## Représentation

### Conseillers généraux de 1833 à 2015
| Période                                  | Période      | Identité                           | Étiquette              | Qualité |
| ---------------------------------------- | ------------ | ---------------------------------- | ---------------------- | --- |
| 1833                                     | 1871         | Henry de Larralde-Diustéguy        | Majorité ministérielle | Président du Tribunal civil de Bayonne Propriétaire, négociant, maire d'Urrugne (1852-1856)                     |
| 1871                                     | 1911 (décès) | Thomas-Henri de Larralde-Diustéguy | Droite                 | Maire d'Urrugne (1856-1911)                                                                                     |
| 1911                                     | 1913         | Jean Auguste Vic (1838-1914)       | Rad.                   | Suppléant de la justice de paix, maire d'Hendaye (1888-1912), conseiller d'arrondissement                       |
| 1913                                     | 1919         | Jean-Raphaël Legasse               | Républicain            | Maire de Bidart (1900-1925)                                                                                     |
| 1919                                     | 1924 (décès) | René Minier                        |                        | Maire d'Ascain (1904-1906 et 1919-1924)                                                                         |
| 1924                                     | 1931         | Adrien Barnetche                   | URD                    | Maire de Saint-Jean-de-Luz (1919-1929)                                                                          |
| 1931                                     | 1940         | Léon Lannepouquet (1883-1945)      | Rad.                   | Maire d'Hendaye (1925-1944) Nommé conseiller départemental en 1943Décédé à Dachau                               |
|                                          |              |                                    |                        | |
| 1945                                     | 1951         | Jean de l'Espée (1898-1972)        | DVD                    | Journaliste, Guéthary                                                                                           |
| 1951                                     | 1964         | Bernard de Coral                   | DVD                    | Propriétaire du château d'Urtubie maire d'Urrugne, ancien conseiller d'arrondissement Ancien député (1935-1940) |
| 1964                                     | 1973         | Jean Poulou                        | DVD                    | Maire de Ciboure (1946-1971) Elu en 1973 dans le Canton d'Hendaye                                               |
| 1973                                     | 1987 (décès) | André Ithurralde (1915-1987)       | UDR                    | Industriel Maire de Saint-Jean-de-Luz (1971-1987)                                                               |
| 1987                                     | 1994         | Paul Ricau                         | UDF                    | Médecin, maire de Saint-Jean-de-Luz (1987-1989)                                                                 |
| 1994                                     | 2001         | Michèle Alliot-Marie               | RPR                    | Universitaire, maire de Saint-Jean-de-Luz (1995-2002) députée (1986-2012)                                       |
| 2001                                     | 2015         | Philippe Juzan                     | RPR puis UMP           | Chef d'entreprise Maire-adjoint de Saint-Jean-de-Luz                                                            |
| Les données manquantes sont à compléter. |              |                                    |                        | |

### Conseillers d'arrondissement (de 1833 à 1940)
Le canton de Saint-Jean-de-Luz à eu deux conseillers d'arrondissement de 1886 à 1892.
| Période                                  | Période | Identité                                           | Étiquette     | Qualité |
| ---------------------------------------- | ------- | -------------------------------------------------- | ------------- | --- |
| 1833                                     | 1848    | Auguier Hyacinthe Alexandre Leremboure (1799-1868) |               | Avocat à Bayonne                                                                                            |
|                                          |         |                                                    |               | |
| 1877                                     | 1886    | M. Leremboure                                      | Républicain   | Avocat |
| 1886                                     | 1892    | M. Pougat                                          | Droite        | |
| 1886                                     |         | M. Dat                                             | Républicain   | |
| 1892                                     |         | Clément Hapet                                      | Droite        | Propriétaire-rentier à Hendaye                                                                              |
| 1910                                     | 1911    | Léopold Vic                                        | Radical       | Maire d'Hendaye                                                                                             |
|                                          |         |                                                    |               | |
| 1919                                     |         | Bernard Dottax                                     | Bloc National | Entrepreneur de travaux publics à Hendaye                                                                   |
|                                          |         |                                                    |               | |
| 1934                                     | 1940    | Bernard de Coral                                   | URD           | Propriétaire du château d'Urtubie, maire d'Urrugne, député (1935-1940)                                      |
| 1940                                     |         |                                                    |               | Les conseils d'arrondissement ont été suspendus par la loi du 12 octobre 1940 et n'ont jamais été réactivés |
| Les données manquantes sont à compléter. |         |                                                    |               | |

### Conseillers départementaux depuis 2015
| Période élective | Période élective | Mandat | Mandat           | Identité                     | Nuance | Nuance | Qualité                                                     |
| ---------------- | ---------------- | ------ | ---------------- | ---------------------------- | ------ | ------ | ----------------------------------------------------------- |
| 2015             | 2021             | 2015   | 2021             | Isabelle Dubarbier-Gorostidi |        | LR     | Commerçante Adjointe au maire de Ciboure                    |
| 2015             | 2021             | 2015   | 2018 (démission) | Philippe Juzan               |        | LR     | Chef d'entreprise Conseiller municipal de Saint-Jean-de-Luz |
| 2015             | 2021             | 2018   | 2021             | Emmanuel Alzuri              |        | DVD    | Cadre supérieur Maire de Bidart                             |
| 2021             | 2028             | 2021   | en cours         | Emmanuel Alzuri              |        | DVD    | Conseiller sortant                                          |
| 2021             | 2028             | 2021   | en cours         | Patricia Arribas-Olano       |        | LR     | Adjointe au maire de Saint-Jean-de-Luz                      |

### Résultats détaillés

#### Élections de mars 2015
À l'issue du 1er tour des élections départementales de 2015, deux binômes sont en ballottage : Isabelle Dubarbier-Gorostidi et Philippe Juzan (UMP, 28,74 %) et Peio Etcheverry-Ainchart et Leire Larrasa (Divers, 14,94 %). Le taux de participation est de 49,76 % (11 283 votants sur 22 675 inscrits) contre 52,8 % au niveau départemental et 50,17 % au niveau national.
Au second tour, Isabelle Dubarbier-Gorostidi et Philippe Juzan (UMP) sont élus avec 54,6 % des suffrages exprimés et un taux de participation de 49,31 % (5 619 voix pour 11 181 votants pour 22 675 inscrits).

#### Élections de juin 2021
Le premier tour des élections départementales de 2021 est marqué par un très faible taux de participation (33,26 % au niveau national). Dans le canton de Saint-Jean-de-Luz, ce taux de participation est de 37,46 % (8 783 votants sur 23 446 inscrits) contre 38,82 % au niveau départemental. À l'issue de ce premier tour, deux binômes sont en ballottage : Emmanuel Alzuri et Patricia Arribas-Olano (Union à droite, 48,74 %) et Peio Etcheverry-Ainchart et Leire Larrasa (Rég, 39 %).
Le second tour des élections est marqué une nouvelle fois par une abstention massive équivalente au premier tour. Les taux de participation sont de 34,36 % au niveau national, 40,13 % dans le département et 40,12 % dans le canton de Saint-Jean-de-Luz. Emmanuel Alzuri et Patricia Arribas-Olano (Union à droite) sont élus avec 55,5 % des suffrages exprimés (4 948 voix pour 9 408 votants et 23 451 inscrits),,. 

## Composition

### Composition de 1801 à 2015

Situation du canton de Saint-Jean-de-Luz dans le département des Pyrénées-Atlantiques avant 2015.

Le canton regroupait 4 communes.
| Nom                           | Code Insee | Codepostal | Superficie (km2) | Population (dernière pop. légale) | Densité (hab./km2) |
| ----------------------------- | ---------- | ---------- | ---------------- | --------------------------------- | ------------------ |
| Saint-Jean-de-Luz (chef-lieu) | 64483      | 64500      | 19,05            | 12 994 (2012)                     | 682                |
| Ascain                        | 64065      | 64310      | 19,27            | 4 156 (2012)                      | 216                |
| Bidart                        | 64125      | 64210      | 12,15            | 6 513 (2012)                      | 536                |
| Guéthary                      | 64249      | 64210      | 1,40             | 1 304 (2012)                      | 931                |

### Composition depuis 2015
Le nouveau canton de Saint-Jean-de-Luz regroupe 4 communes.
| Nom                                       | Code Insee | Intercommunalité  | Superficie (km2) | Population (dernière pop. légale) | Densité (hab./km2) | Modifier                                    |
| ----------------------------------------- | ---------- | ----------------- | ---------------- | --------------------------------- | ------------------ | ------------------------------------------- |
| Saint-Jean-de-Luz (bureau centralisateur) | 64483      | CA du Pays Basque | 19,05            | 14 690 (2022)                     | 771                | modifier les données · modifier les données |
| Bidart                                    | 64125      | CA du Pays Basque | 12,15            | 7 674 (2022)                      | 632                | modifier les données · modifier les données |
| Ciboure                                   | 64189      | CA du Pays Basque | 7,44             | 5 957 (2022)                      | 801                | modifier les données · modifier les données |
| Guéthary                                  | 64249      | CA du Pays Basque | 1,40             | 1 315 (2022)                      | 939                | modifier les données · modifier les données |
| Canton de Saint-Jean-de-Luz               | 6424       |                   | 40,04            | 29 636 (2022)                     | 740                | modifier les données                        |

## Démographie

### Démographie avant 2015
| 1962   | 1968   | 1975   | 1982   | 1990   | 1999   | 2006   | 2011   | 2012   |
| ------ | ------ | ------ | ------ | ------ | ------ | ------ | ------ | ------ |
| 15 138 | 15 994 | 17 443 | 19 014 | 20 912 | 22 298 | 24 113 | 24 661 | 24 967 |

### Démographie depuis 2015
En 2022, le canton comptait 29 636 habitants, en évolution de +4,86 % par rapport à 2016 (Pyrénées-Atlantiques : +3,78 %, France hors Mayotte : +2,11 %).
| 2013   | 2018   | 2022   |
| ------ | ------ | ------ |
| 27 648 | 28 639 | 29 636 |